# (100331) 1995 QV9
(100331) 1995 QV9 es un asteroide perteneciente al cinturón de asteroides, descubierto el 23 de agosto de 1995 por el equipo del Beijing Schmidt CCD Asteroid Program desde la Estación Xinglong, Hebei, China.

## Designación y nombre
Designado provisionalmente como 1995 QV9.

## Características orbitales
1995 QV9 está situado a una distancia media del Sol de 2,294 ua, pudiendo alejarse hasta 2,515 ua y acercarse hasta 2,073 ua. Su excentricidad es 0,096 y la inclinación orbital 6,718 grados. Emplea 1269 días en completar una órbita alrededor del Sol.

## Características físicas
La magnitud absoluta de 1995 QV9 es 16,5.